# Placa cimmeriana
La Placa Cimmeriana fou una divisió del supercontinent Pangea. Com a placa tectònica en moviment comprenia parts dels territoris actuals de Turquia, Iran, Afganistan, Tibet i de les regions d'Indoxina i Malàisia. Pangea era un supercontinent amb forma de "C" mirant cap a l'est i dins de la "C" hi havia l'oceà Paleo-Tetis. Dos microcontinents, que formen part de l'actual Xina, radicaven al nord-est vorejant l'oceà Paleo-Tetis. Fa uns 300 milions d'anys, es va iniciar una dislocació a l'est que va separar un prim arc de la part interior del braç sud de Pangea. Aquest nou microcontinent es denomina Cimmèria i conforme se separava, un nou oceà començava a formar-se darrere seu, Tetis. Conforme l'oceà Tetis es va anar ampliant, Cimmèria es va anar desplaçant al nord cap a Lauràsia i l'oceà Paleo-Tetis disminuint.

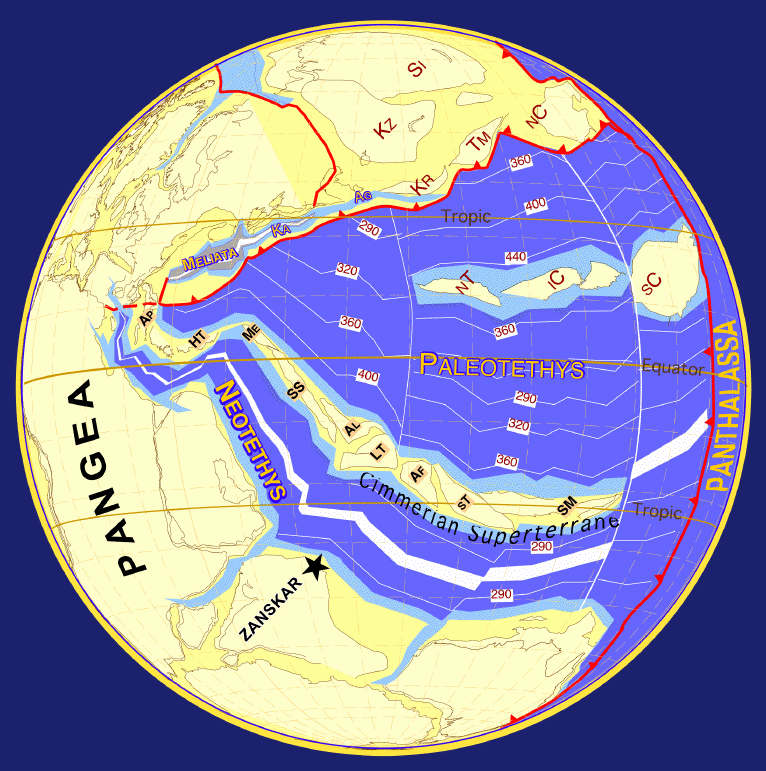
Mapa de Pangea. AF = Afganistan, AL = Alborz, AP = Apulia, HT = Hellas-Taurus, LT = Lut-Central-Iran, ME = Menderes-Taurus, SM = Sibumasu, SS = Shandaj-Sirjan, ST = Sud Tibet
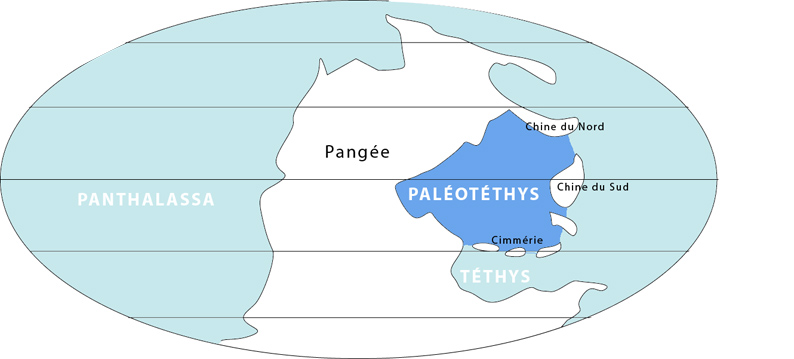
Cimmèria definia el límit entre Paleotetis (minvant) i Tetis (augmentant).
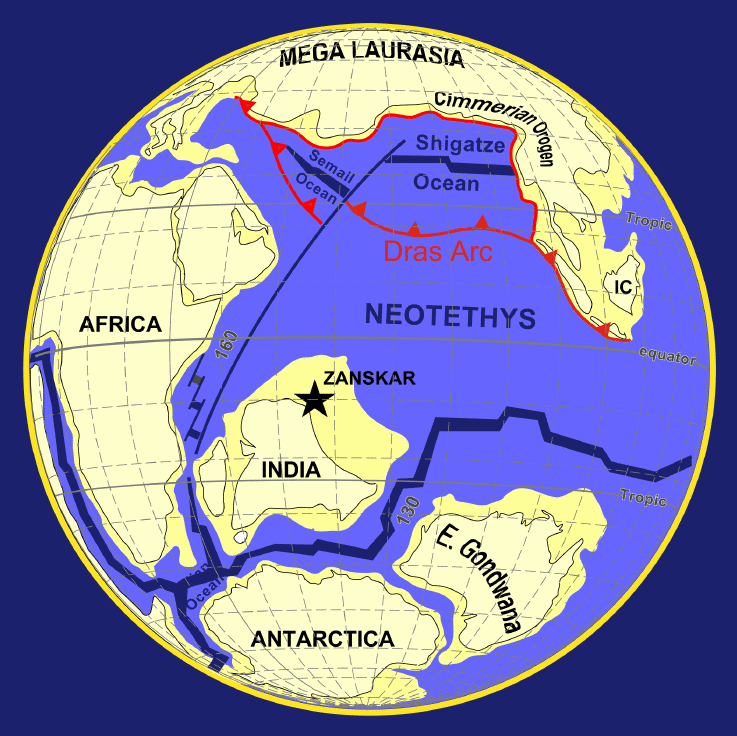
Fa 100 MA la placa cimmeriana ja ha xocat amb Lauràsia i ha originat plecs i fosses submarines.